# Taufbecken (Mornac-sur-Seudre)

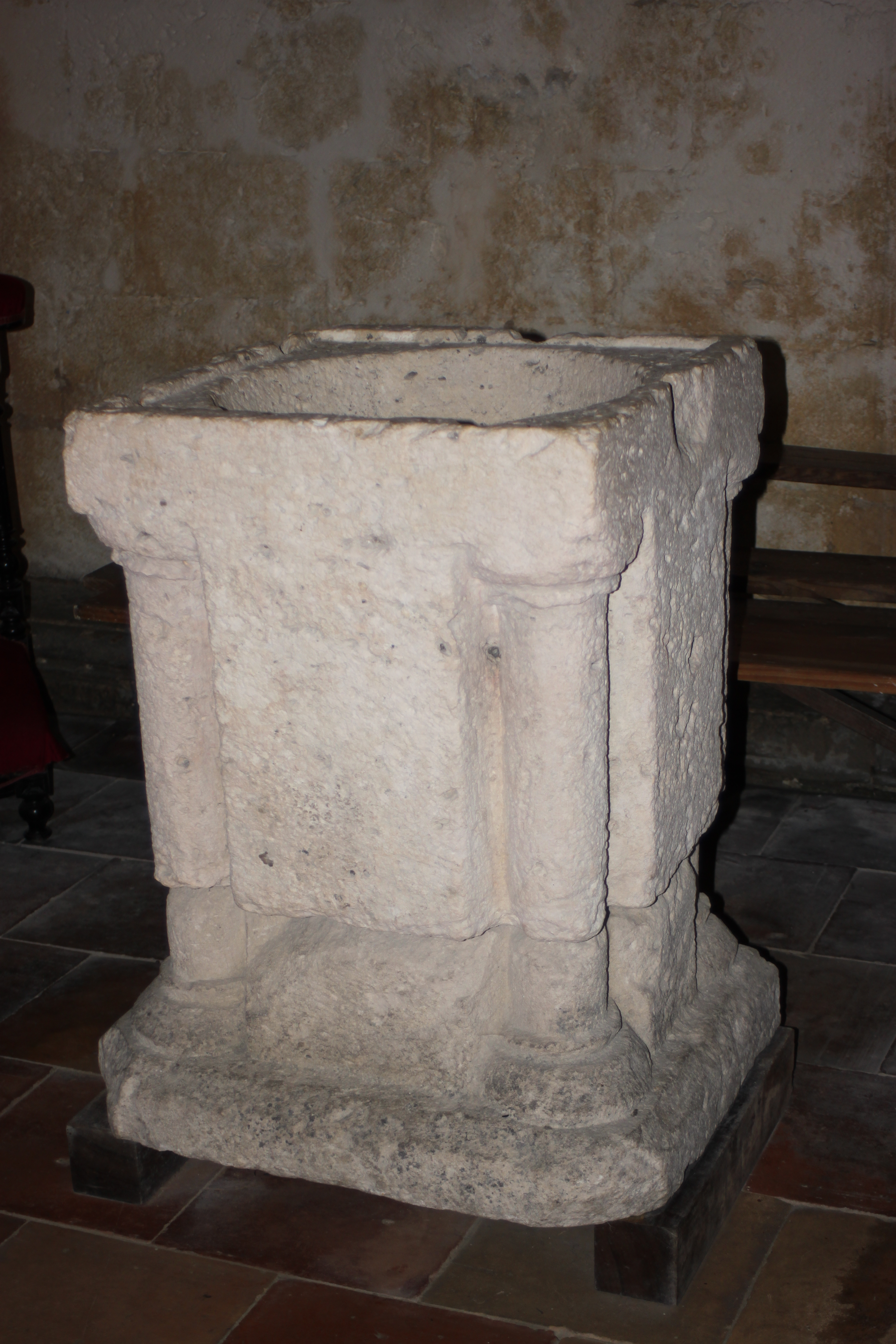
Taufbecken in Mornac-sur-Seudre

Das Taufbecken in der Kirche St-Pierre in Mornac-sur-Seudre, einer französischen Gemeinde im Département Charente-Maritime der Region Nouvelle-Aquitaine, wurde im 12. oder 13. Jahrhundert geschaffen. Das Taufbecken aus Stein wurde im Jahr 1985 als Monument historique in die Liste der geschützten Objekte (Base Palissy) in Frankreich aufgenommen.
Das rechteckige Taufbecken, das aus einem einzigen Steinblock geschaffen wurde, besitzt an allen vier Ecken eingestellte Säulen.